# Культура Індепенденс І

Терени поширення культур Індепенденс I і II в районі Індепенденс-фіорду

Культура Індепенденс I — археологічна культура палеоескімосів у північній Гренландії і Канадській Арктиці, що існувала в період близько 2400-1000 р. до Р.Х. Названа на честь Індепенденс-фіорда. Співіснувала з культурою Саккак, яка існувала на півдні Гренландії.
Вона вважається найдавнішою палеоінуїтською (палео-ескімоською) громадою у всій Північноамериканській Арктиці. Носії культури є першою хвилею міграції у Гренландію і теоретично могли заселити острів приблизно у той же час, що і представники культури Саккак, або бути його частиною
. У 1956 році Ейгіль Кнут, виходячи з відмінностей знахідок, знайдених на півночі Гренландії, форм будинків і результатів радіовуглецевого датування C-14
, дійшов висновку, що культури Індепенденс I та Індепенденс II були двома окремими спільнотами, які існували в різні періоди.
Культура Індепенденс ІІ існувала у тій же місцевості, однак набагато пізніше — з 8 ст. до Р. Х., приблизно за 600 років після зникнення Індепенденс I. У порівнянні з культурою Індепенденс II, культура Індепенденс I мала набагато вищу щільність і чисельність населення.
Археологічні знахідки, пов'язані з обома культурами фіорду, зробив данський дослідник Ейгіль Кнут

## Історія
Культура Індепенденс І розпочала розвиватися, ймовірно, у західній частині півострова Аляска, після чого палеоескімоси через арктичні райони нинішньої Канади та острова Елсмір, досягли Гренландії. Відповідно до загальноприйнятих припущень, вони мали заселити ці території понад 4000 років тому. Кістки вівцебиків віком понад 4400 років, виявлених у Гренландії ймовірно підтверджують наявність мисливців на цих теренах. Палеоескімоси змогли заселити північне узбережжя острова та частково до  національного парку Гренландії. Ця культура, ймовірно, зникла не пізніше 3 800 років тому. Наймолодші знахідки датуються приблизно 3700 років тому.

## Спосіб життя
Палеоескімоси, ймовірно, полювали в основному на вівцебиків, а також на тюленів, білих ведмедів, птахів і лисиць, а також ловили рибу. Кілька знайдених інструментів включають голки, зроблені з кістки моржа.